# Dendroconus royaikeni
Dendroconus royaikeni is een slakkensoort uit de familie van de Conidae. De wetenschappelijke naam van de soort is voor het eerst geldig gepubliceerd in 2010 door Veldsman.